# Birgitte Schaumburg-Müller
Birgitte Schaumburg-Müller (født 5. januar 1926) er en dansk maler. Hun er datter af Bertha Gross og kunstmaler og sølvsmed H.F. Gross, er uddannet socialpædagog og har bl.a. arbejdet som lærer på Bagsværd Børnehaveseminarium og konsulent i socialstyrelsen. Hun er gift med Fritz Schaumburg-Müller og mest kendt for sine malerier, fortrinsvis malet med olie på træplade. Hun udnytter træets årer og knaster som et element i sine billeder, som ikke er afbildninger. Herom udtaler hun selv:
"Hvad de udtrykker, hvilke holdninger og fornemmelser, budskaber eller værdier, de måtte bære i sig, kan jeg ikke udtrykke i klar tekst. Jeg kan dog ikke komme uden om at nævne min interesse for de oprindelige folks billedkunst og især for Nahual religionen med dens dybe respekt for naturen." 
Blandt hendes foretrukne motiver er fugle og naturen. Hun har bl.a. udstillet på Charlottenborg og hendes seneste (og efter hendes eget udsagn sidste) udstilling foregik i Kulturhuset på Helsinge Bibliotek i januar 2011.
På udstillingen kunne publikum se enkelte billeder, malt med olie på lærred, bl.a. andet hendes første maleri, som forestiller Notre Dame kirken i Paris. Men i øvrigt dominerede den senere produktion af malerier i olie på træplade.

## Eksterne links
- http://www.gribskovmalerne.dk/; Gribskovmalerne
- http://www.nordkysten.nu/?Id=18320; Netavisen Nordkysten 1. januar 2011